# 長尾晴景
長尾 晴景（ながお はるかげ）は、戦国時代の武将。越後国の戦国大名。越後長尾氏8代当主。

## 生涯

### 家督相続
越後国の守護代・長尾為景の子として生まれる。母は上条上杉氏。幼くして主君の越後守護・上杉定実の猶子となる。定実の娘を娶ると共に偏諱を受け、定景（さだかげ）と名乗る。のちに12代将軍・足利義晴から偏諱を与えられ、晴景（はるかげ）に改名。
天文9年8月3日（1540年9月13日）、父・為景の隠居により、家督を譲られて、春日山城主となると共に越後守護代を補任された。
父の為景と異なり穏健な政策をとり、領内の国人との融和を図った。越後における争乱を鎮めることにはある程度成功したが、主君である越後守護の上杉定実の養子縁組問題で伊達氏から伊達時宗丸を迎えるか否かで越後国内が乱れた際（天文の乱）、中条氏らを抑えることはできなかった。

### 実弟・景虎の台頭
そのような情勢の中、城下の寺院へ入門していた弟の虎千代（景虎、後の上杉謙信）が還俗して栃尾城主となり、反乱を鎮め家中での名声を高めると、家臣の一部の間で景虎の擁立を望む（晴景の嫡子・猿千代は早世していた）ようになり、長尾家は家中分裂の危機を迎える。
天文17年（1548年）頃、長森原の戦い以来長く関係が断絶していた関東管領山内上杉家との関係を修復し、関東管領上杉憲政と越後長尾氏の書状のやりとりが再開される。これが、後に憲政が景虎を頼って越後に亡命する布石となる。
天文17年（1548年）12月、晴景は定実の仲介のもとに、景虎に家督を譲って隠居する。近年において、景虎擁立は守護権力の巻き返しを図る定実が関与しているとする説がある他、従来は晴景に対する謀叛と言われてきた黒田秀忠の反乱の発生時期が繰り下がったことによってむしろ晴景擁護の動き（景虎打倒の動き）であった可能性が指摘されている。
天文19年（1550年）2月、定実が後継者を遺さずに死去したため、景虎が将軍・足利義輝より越後国主の地位を認められた。
天文22年（1553年）2月10日、死去した。享年45。

## 人物
病弱なうえ戦よりも芸事を好んだ人物であったことが謙信の書状ほか諸史で伝わっている。また、後年一部の史書には景虎が晴景を殺害して家督を奪ったとする記述もあるが、多くの史書と食い違いがあり、創作と見るのが一般的である。
また、中条氏と色部氏の抗争に関し、為景が当主の時代には中条氏を支持していたのに、晴景が当主になると一転して色部氏を支持していることから、伊達時宗丸の越後上杉氏入嗣を巡る家中の対立を背景に晴景が反為景派の支持を受けて為景を追い込んで家督を奪ったとする説も存在する。更に天文11年4月5日付で出されたとされる上杉玄実（定実）が政治からの引退を表明するために晴景に出したとされる起請文も実態としては、晴景が軍事力を背景に定実を政治的引退に追い込んだとする説も存在する。つまり、晴景は父と主君を実力で排除して越後の実権を握った可能性が浮上していることになる。